# Yemane Tsegay
Yemane Tsegay, född 8 april 1985 i Hawzen, Etiopien, är en etiopisk maratonlöpare. Han har bland annat vunnit Rotterdam Marathon. 
Yemane Tsegay är sedan januari 2017 gift med  Abeba Aregawi. Paret bor i Addis Abeba.

## Personliga rekorder
| Distans     | Tid     | Plats                    | Datum         |
| ----------- | ------- | ------------------------ | ------------- |
| Halvmaraton | 1:01:37 | Prag, Tjeckien           | 27 mars 2010  |
| Maraton     | 2:04:48 | Rotterdam, Nederländerna | 15 april 2012 |